# Fungia scruposa
Fungia scruposa är en korallart som beskrevs av Carl Benjamin Klunzinger 1879. Fungia scruposa ingår i släktet Fungia och familjen Fungiidae. IUCN kategoriserar arten globalt som livskraftig. Inga underarter finns listade i Catalogue of Life.

## Bildgalleri

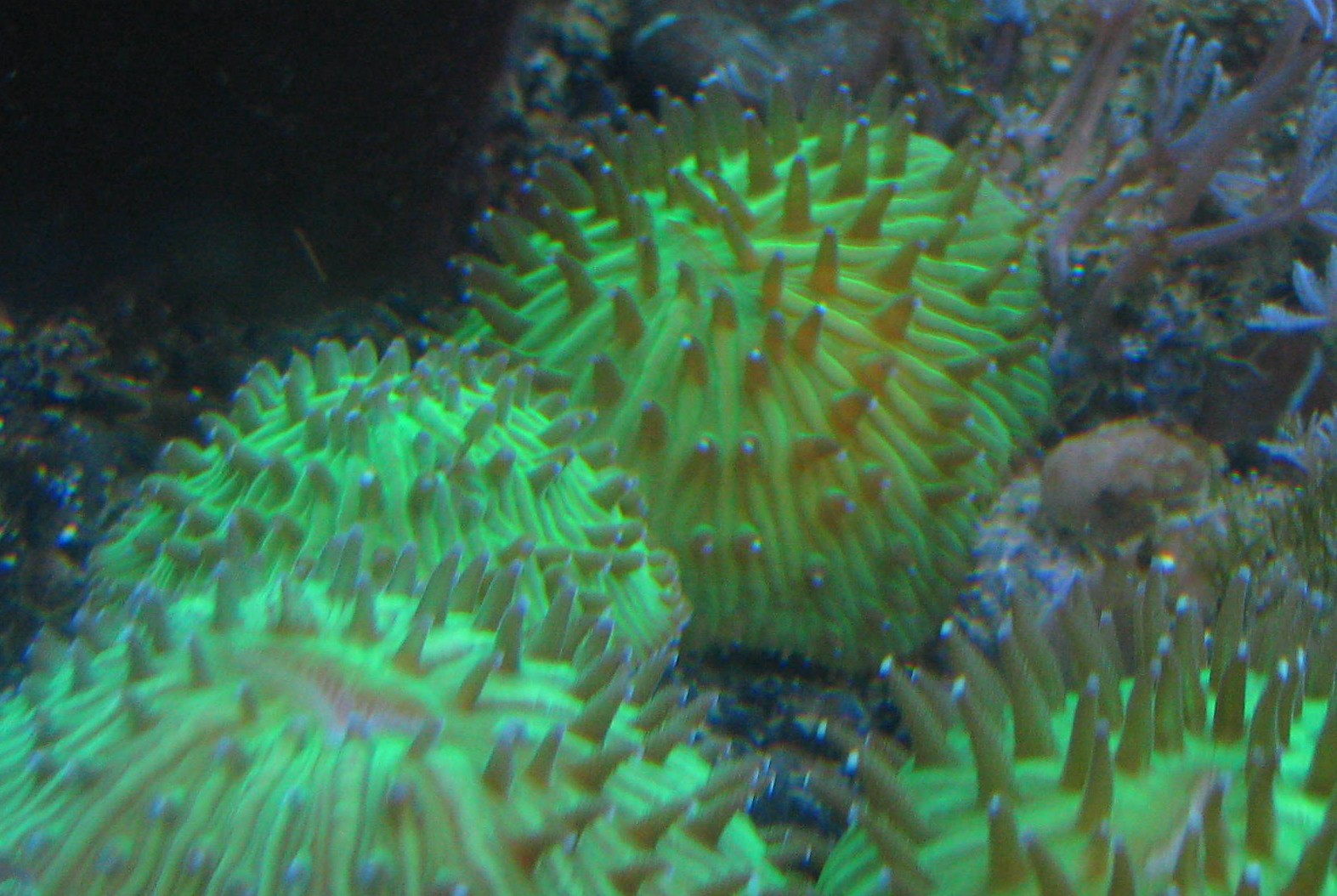